# Indras net
Indras net er i den hinduistiske mytologi et net, som tilhører guden Indra.
Nettet afspejler, eller er identisk med hele universet i alle dets aspekter, gennem alle tider. Nettet er sådan udformet, at der i hver knude hænger en perle/diamant. Hver perle/diamant afspejler ikke bare den nærmeste perle/diamant, men også hver perle/diamant, der afspejles i denne, og dermed de afspejlinger, som afspejles i afspejlingerne osv.
Den der kan se Indras net, kan derfor se alt. Da mennesker har indsigt udover hvad videnskaben giver, åndelige oplevelser, får såkaldte "anelser" om ting, eller oplever uforklarlige indsigt om tilværelsens grundlæggende natur, "magiske" sammenhæng", da har personen set en glimt af Indras net. Det er ikke mennesker forundt at se hele nettet. (Det skulle jo indebære fuldkommen indsigt i Guds væsen osv.) Mennesker der en stor del af sit liv har været søgende, eller som er født med god karma, anses imidlertid for at være i besiddelse af en usædvanlig evne til at se og tolke Indras net (visdom).
Myten om Indras net skal forstås i en hinduistisk synsvinkel. Indras net anvendes tit som forklaringsmodel, eller metafor for holisme, at alt er en helhed og hænger sammen, og (ikke mindst uventede) sammenhænge - også af hinduer - både i sekulære og religiøse sammenhænge. Måske mest i åndelige/filosofiske sammenhænge af mennesker med et syn på tilværelsen, som mere eller mindre er inspireret af hinduistiske eller buddhistiske livsanskuelse.